# Pleter
Pleterna ornamentika je reljefna dekoracija čiji osnovni element, jednotračni ili višetračni prutić, tvori najrazličitije kombinacije ornamenata u koje su potkad upleteni stilizirani biljni motivi te životinjski i ljudski likovi.
Pleter je uglavnom naziv za predromanički ukras arhitektonskih pojedinosti i crkvenog namještaja u razdoblju od 8. do 11. st. Kao takav bio je prevladavajući ukras u središnjoj i sjevernoj Italiji, te u Hrvatskoj (u tzv. starohrvatskoj umjetnosti).
Hrvatski pleter, znan i kao troplet je geometrijski ukras svojstven starohrvatskoj kulturi.[nedostaje izvor] Starohrvatske pletere nalazimo gotovo posvuda gdje je hrvatska kultura imala veći ili manji utjecaj, uglavnom u i na crkvama koje su građene predromaničkim hrvatskim slogom u razdoblju od 9. do 12. st. te u i na ranohrvatskim samostanima iz istog razdoblja.[nedostaje izvor]
Motivi tih pletera su preuzeti iz antičke umjetnosti (valovi, troprute pletenice, pentagrami, mreže rombova...), no dok su u antici ti ornamenti služili samo kao okvir, u predromanici oni ispunjavaju cijelu površinu. Nasuprot tisućama ulomaka pleternih reljefa u Dalmaciji, na sjeveru su dosad nađena samo dva: jedan u Loboru i jedan kraj Iloka.
Pleter u Hrvatskoj 1990-ih postaje čest motiv u vizualnom dizajnu, interpretiran kao oznaka hrvatskog kulturnog identiteta.

## Galerija
- Pleter s natpisom kneza Branimira iz 880. god. (Šopot kod Benkovca)
- Greda i zabat s natpisom kneza Mutimira (895.), crkva Sv. Luke, Uzdolje kraj Knina.
- Pleter s natpisom kralja Držislava, 10. stoljeće.
- Pleter u starohrvatskoj crkvi u selu Zavala, na rubu Popova polja.
- Pleter na reljefu splitske krstionice.
- Hrvatski pleter koji uokviruje suvremeni znak vojske Republike Hrvatske.
- Red hrvatskog križa
- Pleter na spomen-križu na ušću Vuke u Dunav u Vukovaru, 2019.

## Poveznice
- Srednji vijek
- Predromanika
- Starohrvatska umjetnost
- Keltska umjetnost